# Montesommaite
La montesommaite è un minerale.